# Чухари
Чухари — деревня в Лешуконском районе Архангельской области. Входит в состав Койнасского сельского поселения (муниципальное образование «Койнасское»).

## Географическое положение
Деревня расположена на правом берегу реки Мезень. Ближайший населённый пункт Койнасского сельского поселения, деревня Усть-Кыма, расположен в 2 км к юго-западу. Расстояние до административного центра сельского поселения, села Койнас, составляет 11 км, а до административного центра Лешуконского района, села Лешуконское, — 84 км.

## Население
| Население                            | на 1 января 2010 года |
| ------------------------------------ | --------------------- |
| В возрасте до 16 лет                 | 0                     |
| Трудовые ресурсы (из них работающих) | 1 (1)                 |
| Пенсионеры                           | 3                     |
| Всего                                | 5                     |
| Прибыло / выбыло (за год)            | 0 / 0                 |
| Родилось / умерло (за год)           | 0 / 2                 |

## Инфраструктура
Жилищный фонд посёлка составляет 0,9 тыс. м², покинутые и пустующие дома — 80% от общей площади жилищного фонда. На территории населённого пункта отсуттсвуют какие-либо предприятия, объекты социальной сферы или торгового (стационарного или выездного) обслуживания населения.